# Abdudschalil Samadow
Abdudschalil Samadow (tadschikisch Абдуҷалил Аҳадович Самадов; * 4. November 1949 in Chudschand; † 18. März 2004 in Moskau) war ein tadschikischer Politiker (parteilos).
Samadow war vom 18. Dezember 1993 bis zum 2. Dezember 1994 der vierte Premierminister Tadschikistans.

## Karriere
Er wurde am 4. November 1949 geboren. 1964 begann er sein Studium an der Moskauer Universität für Volkswirtschaft und absolvierte es 1969. Nach seinem Abschluss arbeitete er als Forscher am wirtschaftswissenschaftlichen Institut der Akademie der Wissenschaften der Tadschikischen SSR. Bis 1982 stieg er zum Abteilungsleiter am Forschungsinstitut für Wirtschaftswissenschaften und wirtschaftlich-mathematische Planungsmethoden der Staatlichen Planungskommission der Tadschikischen SSR auf. 1982 wurde er Leiter des Wirtschaftsplanungsausschusses der tadschikischen SSR. Von 1990 bis 1991 war er stellvertretender Vorsitzender des Ministerrats der tadschikischen SSR, nach der Unabhängigkeit übernahm er diese Position im nunmehr tadschikischen Ministerrat. Er übernahm im Dezember 1993 das Amt des Premierministers und verließ diese Position im Januar 1993. Bis 1995 war er tadschikischer Abgesandter in der Gemeinschaft Unabhängiger Staaten, ab 1995 fiel er zusammen mit den anderen Mitgliedern des „Chudschand-Klans“ in Ungnade und wurde von tadschikischen Behörden verfolgt. Mit zwei anderen ehemaligen Premierministern aus den Chudschand-Klan Dschamsched Karimow und Abdumalik Abdullodschonow gründete er die Nationale Wiederbelebungs-Bewegung. Der Chudschand-Klan war eine Gruppe von Politikern, die die tadschikische Politik größtenteils bis zum Bürgerkrieg kontrollierten. Seinen Lebensabend verbrachte er im Exil in Moskau.